# طوم هيوز (سياسي)
طوم هيوز (بالإنجليزية: Tom Hughes)‏ (26 نوفمبر 1923 – 28 نوفمبر 2024) هو محام بالقضاء العالي وسياسي أسترالي، ولد في 26 نوفمبر 1923 في سيدني في أستراليا. حزبياً، نشط في الحزب الليبرالي الأسترالي. وقد انتخب عضو مجلس النواب الأسترالي عن دائرة برورة ‏ (25 أكتوبر 1969 – 2 نوفمبر 1972) وانتخب عضو مجلس النواب الأسترالي عن دائرة باركس ‏ (30 نوفمبر 1963 – 25 أكتوبر 1969) وانتخب المدعي العالم لأستراليا ‏ (12 نوفمبر 1969 – 22 مارس 1971).